# Cerro Oasis
Cerro Oasis eller Cerro Agassiz Sur är ett berg i Argentina, på gränsen till Chile. Det ligger i den södra delen av landet, 2 100 km sydväst om huvudstaden Buenos Aires. Toppen på Cerro Agassiz är 2 647 meter över havet.
Terrängen runt Cerro Oasis är bergig åt nordost, men åt sydväst är den kuperad. Terrängen runt Cerro Oasis sluttar österut. Trakten runt Cerro Oasis är nära nog obefolkad, med mindre än två invånare per kvadratkilometer.. Det finns inga samhällen i närheten.
Trakten runt Cerro Oasis är permanent täckt av is och snö.